# 子午岭战役
子午岭战役是第二次國共內戰時期發生在陕西省的一場戰役，作戰雙方是國民革命軍和中共叛亂武裝，最終國民革命軍獲勝。

## 序幕
綿延300公里长的子午岭在关中具有重要地位，因为它是中國共产党陕甘宁边区西南部的天然屏障。子午岭东面可俯瞰榆林至咸阳的公路，西面可俯瞰西安至兰州的公路，從子午嶺出發两日之内即可到达西安。在第二次中日战争期间，由王宏坤领导的第385师进驻该地区，并被数倍于其軍隊數量的中國國民黨軍隊包围。衝突最終在第二次國共內戰中全面爆發。
1947年8月，中國國民黨部署了两个师，共六个旅，向位於子午岭的中國共產黨軍隊發動進攻。包括警一旅、警三旅在内的中國共產黨軍隊以及西野第四纵隊指揮部和骑六师向北撤退，並擺脫了中國國民黨的追擊，然后再次折返关中，抵達子午岭的九岘一帶。

## 策略
当西野第四纵隊指揮部及骑六师來到子午岭的九岘时，中國國民黨的侦察兵发现了它们。1947年8月13日，中國國民黨軍隊从偵察兵那里获得情报后，他們迅速采取行动。马继援的计划是首先在24小时内包围共軍，然后將被包围的共軍歼灭。马继援将亲自完成這次包圍行動。
而共軍的策略最初是擺脫國軍而不是與之作戰，因为在榆林战役之后，西野第四纵隊原本的任务是來到國統區切断兰州 — 西宁的公路威胁國軍的后方，以迫使國軍為應對出現的共軍而无法前往其他地区作戰。在共軍的侦察兵首次发现在国民党军队驻扎在牙村和金村庙後，西野第四纵隊司令王世泰原本計劃撤退，但是其他人强烈反对迫使他改变了主意。由於這批共軍有些人先前在合水战役後被國軍整编第82师痛擊，因而部分共軍士兵强烈希望指挥官能组织一次进攻，來为他们在先前陣亡的战友报仇。关中地委副书记赵伯平等共产党人声称不能丟下平民不管，因此王世泰派出侦察员前去偵察國軍实力。
但是，共軍的侦察员犯了一个严重错误，他们错误地认为国民党的先遣隊独立骑兵第5团就是國軍的所有兵力，而没有意识到国軍整編第82师很快就会趕來。基于这个错误的报告，西野第四纵隊司令王世泰确信，凭借当前的共軍兵力，他们能够歼灭國軍，并据此制定了计划，打算在九岘以西伏擊國軍。共軍于1947年8月15日凌晨开始正式部署伏軍。

## 第一次战斗
西華池戰役後，国軍调整了部署，胡宗南指令国民党整编第82师马家军前去包圍子午嶺。国民党整編第82师第100旅驻扎在宁县，国民党整編第82师第8骑兵旅驻扎在庆阳，国民党整編第82师第5骑兵团进驻正宁。
1947年8月14日，國軍独立骑兵第5团和国軍整編第100旅第2团在金村庙和豆家梁遇到了共軍。高学文独立营被迫向东撤退，最终擺脫了國軍。國軍在付家莊又遭到了共軍阻擋。尽管國軍设法将共軍趕走，并擊伤了共軍游击队指挥官姚鹏飞，但这些共軍的阻擋为其他共軍撤离和重新部署提供了急需的时机。

## 计划变更
1947年8月15日早晨，共軍侦察到了国軍整編第100旅和国軍整編第8骑兵旅。中共合水县委书记李科是第一位获悉这一消息的高級官員，他立即前去九岘將這一消息向大家報告，表示他们所面对的敌人不是只有國軍的独立第5骑兵团，而且是整个國軍的整編第82师。这一重要情报使得共軍眾人震驚，共軍立即将计划从最初的伏击更改为拖延國軍行進以掩護部隊撤退，因为共軍充分意识到國軍享有绝对的优势。尽管共軍试图脱离國軍追擊，但这根本是不可能的，並且共軍也缺乏無線電設備。此外地形有利于國軍骑兵，也增大了共軍撤军的難度。当有些共軍接到撤退命令时，它们已经与國軍遭遇，因此必须阻斷國軍前進。
由於天氣原因，國軍推進速度也很慢，由於不知其他軍隊的狀況，整編第28師師長马继援對马步銮率領的整編第8骑兵旅遲遲無法趕來感到憤怒。经过无线电通讯，马继援获悉，大雨和泥石流拖延了马步銮的骑兵行進速度，國軍整編第8骑兵旅最終在傍晚抵達战场。國軍迫不及待地等待了很长时间，马继援决定在包围圈完成之前就对共軍发动进攻，正式進攻将于1947年8月15日上午10:00发起。

## 第二次战斗
8月15日上午10:00，国軍骑兵对警一旅三团的阵地发动了进攻，共軍遭受了惨重的人员伤亡，第三营第五连的“穆成光排”被國軍全殲。战斗一直持续到下午警一旅三团最終收到了撤退的命令，命令在战斗开始之前就已下達，共军逐渐向东撤退。
共軍的警1旅第3团第1营第1连没有及时撤退，并被國軍骑兵包围。包括副連長杨占奎在內的大部分士兵陣亡，连长王三绪在弹药耗盡後跳崖，但他很幸运存活下來，几周后从重伤中恢复过来。到下午4:00，共軍警1旅第3团成功撤離，而共軍警3旅第5团開始負責與國軍交戰以拖延國軍推進速度。同时，警1旅第2团和第6骑兵师也在侧翼与國軍交战，以拖延國軍，共軍很快脱离了國軍的追趕，並开始有计划的撤退。

## 共軍撤退
共軍计划的有组织的撤退並没有达到预期，因为道路上都是大量运送物资的驴子，从而拖延了共軍抵達预定位置的速度。1947年8月15日下午，从九岘撤往黑风疙瘩的途中，政治政委王秉祥发现，国軍骑兵从杨家塬來到北柴桥，行進速度已經超過了共軍，並開始對共軍展開包圍。同时，另一支國軍骑兵从木瓜塬來到桃树庄，试图切断共軍的逃跑路线。到此时，西野第四纵隊司令已经从战场上撤离并脱离了國軍追擊。其余的共軍部隊有被歼灭的危险。
撤退途中，共軍政治委员王秉祥偶然遇到了撤退途中的警一旅警三团殘餘部隊，并意识到形勢對共軍非常不利。到这个时候，所有的共軍收到了撤退命令，每个人都将在下午3:00停止與國軍作戰，然后在晚上向东撤退。到傍晚，所有剩余的共軍開始向东逃脱。

## 國軍追擊
共軍的迅速撤退使國軍產生怀疑，他们担心这只是共軍的誘敵深入策略。1947年8月15日下午3:00，虽然大部分共军撤退了，但谨慎的国军没有选择追击。又过了一个小时，国军整编第100旅向共军发动了骑兵冲锋，并意识到共军已经撤退。国军小心翼翼地向推进，在下午6:00之前，他们占据了先前共军所佔據的所有位置。此時，马步銮（的指挥下的整編第8旅在下了将近12个小时的大雨之后终于抵達戰場。马继援感到非常不满，因为他原本的包围共軍的计划由于马步銮延误而失败了。在經過商討後，國軍决定在夜间追擊共軍。
1947年8月15日晚上，共軍一分为二，其中一部分由警1旅第三团组成，這一部分裡面有地方高级干部。共军用许多驴来帮助运送物资，这導致道路擁擠，从而严重减慢了共軍撤退速度，撤退的共軍整晚只移动了20公里。
而追赶的國軍骑兵同样速度缓慢。到午夜时分，國軍侦察员向他们的司令马继援报告说，前方的地形对于骑兵来说非常困难，而且茂密的森林非常适合敌人伏击。在不断遭到敌人伏击的骚扰之后，谨慎的國軍决定停止追擊並就地駐扎，並打算在次日早晨继续追击。实际上，夜晚的黑暗帮助了共軍，王秉祥与他的共军于1947年8月15日夜间成功地抵達了康家塬。

## 第三次戰鬥
1947年8月16日上午，國軍的独立第5骑兵团追赶上了撤退缓慢的西野第四纵隊。国軍独立第5骑兵团和共軍第3旅第5团之间的战斗在上午10:00左右爆发，后者立即占据山頭作为阻止國軍推進的據點，其他共軍大部隊继续向东撤退。随着战斗的进行，马继援派遣侦察兵探查共軍確切的數量。
到中午，國軍的重型武器來到戰場。马继援命令整編第100旅进攻共军阵地，但國軍的进攻却被多次击退。過了一个小时，马继援改变了战术，命令国民党整編第8骑兵旅第1团和独立第5骑兵团從側面進攻共軍陣地，而国民党整編第8骑兵旅第2团則绕过共軍的阵地继续向前追击撤退的共軍。
共軍警3旅第5团團長黄罗斌意识到，由于國軍骑兵开始绕开共軍阵地以追击撤退的共軍，因而那些阻止國軍推進的共軍據點不再有意义。他还意识到國軍正在包围他的部队，这有被對方消灭的危险。黄罗斌立即命令其部队向北撤退到槐树庄槐，黄罗斌的部隊行动如此迅速，以至于到下午4:00，他们已经彻底摆脱了國軍的追擊。但是，他们撤军的速度太快，不仅擺脫了國軍，共产党第3旅第5团在撤退到达安全区后也没有与其他共軍聯絡，這導致共軍也無法得知黄罗斌部隊的確切位置。

## 共軍进一步撤退
王世泰率领两个营以及大量文职干部，背负着沉重的物资，继续撤退，直到傍晚，撤退的共軍终于停下休息，并就他们的下一步行动举行了会议。为了避免被國軍一起歼灭，共軍决定将部隊分成小组。一部分将向东南撤退到建庄，剩下的共军将由王世泰亲自带队向北撤退到正宁县。在高锦纯指挥下的包括第6骑兵师，警1旅的一部分和所有文职干部在内的共軍在放弃了大部分设备和物资后成功撤退，并最终抵達陕西宜君县。
由王世泰领导的较小的一支軍隊远没有那么幸运。在兵力分散后，王世泰率队向西南撤退。但是，国民党骑兵的反应非常迅速，直到1947年8月17日下午，王世泰抵達陕西和甘肃的邊境雕翎关，但仍无法摆脱國軍的追擊。看到他的部队连续两天两夜没有休息，王世泰制定了一个新计划。警三团团长葛海洲将领导共产党警三团第1营与國軍交战，并带领警三团第1营向北移动，远离警三团第2营和第3营。在大雨和漆黑的夜晚掩護下，警三团第1营成功擺脫了國軍騎兵的追擊。

## 國軍撤退
1947年8月17日，天黑后，王世泰在雕翎关举行了另一場会议，并决定派两名官员牛书申和刘懋功与留下来負責掩护撤退的警二团联系。警二团重新加入警三团。王世泰和其参谋高维嵩将带领警三旅返回甘肃东部，以寻找警三旅第5团。
1947年8月17日晚上，马继援有点沮丧，因为前一天与共軍的最后一次交战之后，再也沒發現共軍的主力。此外，由于茂密的森林和多山的地形大大降低了骑兵的機動性，搜索和消滅共軍的軍事行动也变得越来越困难。马继援通过无线电向在西宁的父亲马步芳表达了他的顧慮，后者立即命令其撤退，马步芳声称國軍在這種環境下有被伏击的危险。马继援意识到他的部队将面临的潜在危险，尤其是自从榆林战役以来没有遇到共軍的主力，并且如果共軍在附近部署伏軍的話，深入共軍腹地的國軍会有被消灭的危险。结果，马继援下令在第二天黎明時分全部撤退。 
国軍整編第82师撤退到西峰、合水和庆阳。整編第82师第8骑兵旅第2团是追擊最遠的国軍部队。1947年8月18日下午，國軍撤退到桃树庄時，遇到了王世泰领导的部队。随后雙方进行了短暂的战斗，之後双方停止交战。
在撤退到木瓜塬后，王秉祥听到桃树庄方向傳來的枪击声，并立即将游击队带到了槍聲槍聲響起的地方增援。但是，在他们加入战斗之前，刚到达高家坳時枪声就停止了。王秉祥和他的游击队观察到有数十名共軍骑兵從山脊上撤退。几天后，王秉祥和他的游击队战士得知，撤退的共軍骑兵实际上是西野第四纵隊指揮部的成员，包括其上级王世泰。當時国軍整編第82师的第8骑兵旅第2团團長马福寿已准备撤离，正朝着金村庙方向撤退，因此没有追擊撤退的共軍。當時如果國軍知道這批人是西野第四纵隊指揮部的成员，他们一定会追擊，而王世泰及其隨從人员肯定无法逃脱。

## 後續
因为马继援過於謹慎，因此此次戰役國軍並沒有取得實質性的收穫。由于担心共軍設伏，并且不知道共軍的真实实力，國軍撤退過快，甚至沒有去破坏共軍所丟棄的补给和武器，其中大部分在國軍撤军幾天後又被共軍回收。不過西野第四纵队的第六骑兵师在撤退时丟棄的三把山炮被國軍帶走，并将它们送往西安，作为子午岭戰役獲勝的戰利品。

## 另見
- 中国战争列表
- 国民革命军
- 中国人民解放军历史
- 国共内战